# 被忽视热带病

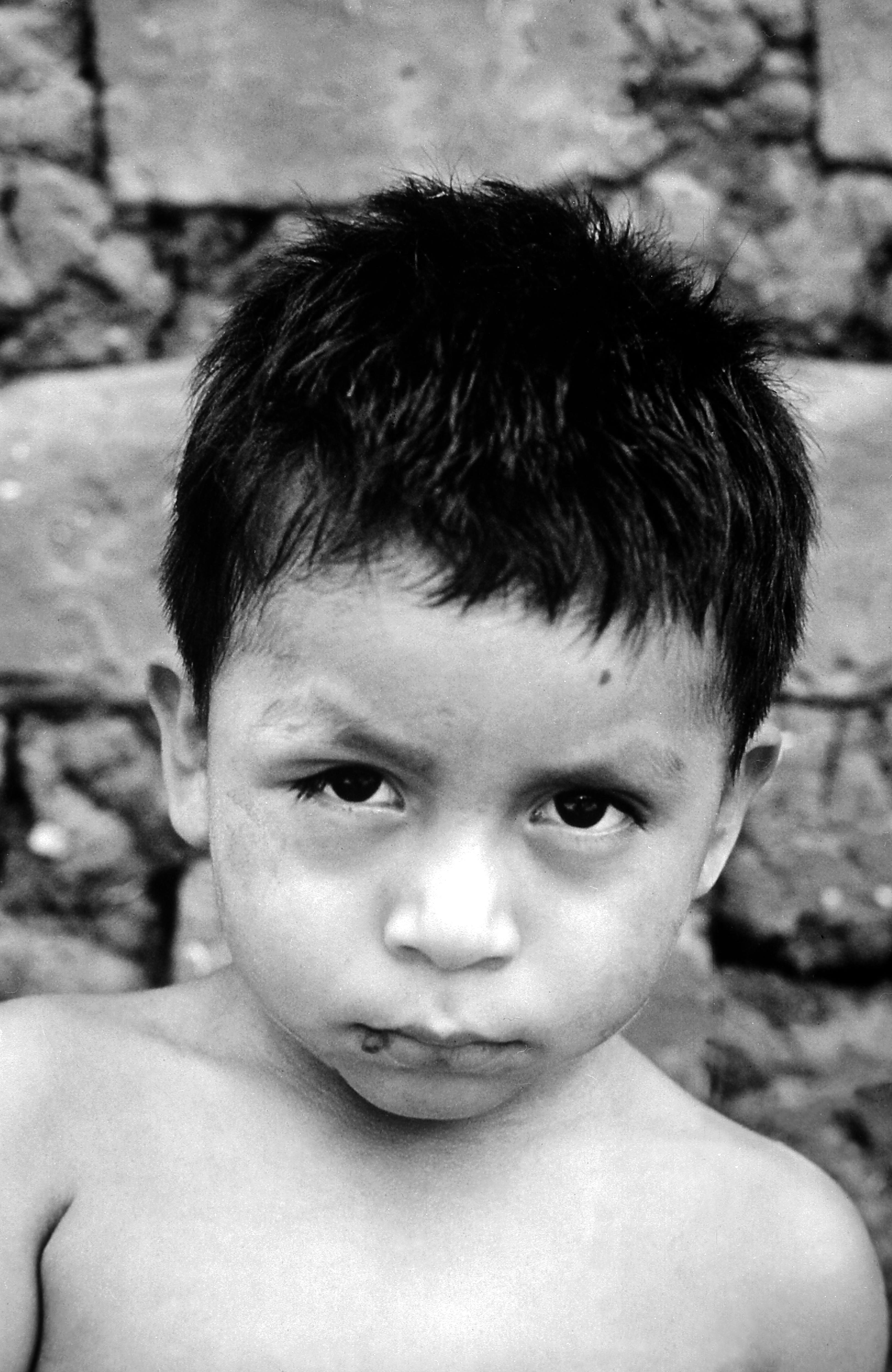
一个患有查格斯病的巴拿马小男孩。急性感染导致了小男孩一只眼睛的肿胀。

被忽略的热带疾病 (Neglected Tropical Diseases，简称NTD) 是一类在发展中地区（如漠南非洲、東南亞及拉丁美洲）的低收入人群中，常见的由许多种不同疾病组成的热带感染疾病。这些疾病的病原体十分多样，包括病毒、细菌、原生生物、寄生虫等。不同组织对于这些疾病的定义不同，在漠南非洲，这些疾病的影响力与三大疾病愛滋病、肺结核及疟疾相当。 一些被忽略的热带疾病在发达地区有已知的预防方法和治疗方法，但是这些治疗并没有在贫穷地区實踐。对于很多疾病，治疗并不昂贵，例如一个小孩治療血吸虫病的每年费用只需$0.20美元。 据估计，在未来的5到7年中控制被忽略的热带疾病需要大概20至30亿美元的资助。
这些疾病与三大疾病（愛滋病、肺结核及疟疾）不同，因为后者得到了更多的治疗和研究资助。被忽略的热带疾病令愛滋病和肺结核變得更加致命。 但是，一些制药公司投身于捐献需要的治疗药品，并且在很多国家大量输入药品（如除蠕虫药品）已经实施。
WHO将17个被忽略的热带疾病放在优先顺序。这些疾病在149个国家非常常见，影响着超过14亿人（包括超过5亿儿童），每年花费发展中经济体几十亿美元。在2013年，被忽略的热带疾病造成了142,000人死亡—相比1990年的204,000人死亡已有减少。在这17个优先的被忽略的热带疾病中，有两个是完全根除的目标：龙线虫病（2015年）和雅司病（2020年）；有四个是在2020年前根除的目标：致盲性沙眼、非洲人类锥虫病、痲瘋病和淋巴丝虫病。

## 疾病类型
在WHO, CDC和一些传染性疾病专家中有一些关于究竟哪些疾病应被分类于被忽略的热带疾病的分歧。 Feasey，一个被忽略的热带疾病的研究者，认为13个被忽略的热带疾病尤为突出： 
- 蛔虫病(ascariasis)
- 布如里氏溃疡 (Buruli ulcer)
- 美洲锥虫病 (Chagas disease)
- 龙线虫病(dracunculiasis, guinea-worm disease)
- 钩虫传染 (hookworm infection)
- 非洲人类锥虫病 (human African trypanosomiasis)
- 利什曼病 (leishmaniasis)
- 痲瘋(leprosy)
- 淋巴丝虫病(lymphatic filariasis)
- 蟠尾丝虫症(onchocerciasis)
- 血吸虫病(schistosomiasis)
- 沙眼(trachoma)
- 鞭虫病(trichuriasis)。

Fenwick 认定了 12个 "核心的" 被忽视热带病：麦地那龙线虫病、 非洲人类锥虫病、利什曼病、痲瘋病、淋巴丝虫病、象皮病、蟠尾絲蟲症、血吸虫病、沙眼和鞭虫病。
这些被忽略的热带疾病有四种不同的病原体：
1. 原生动物(美洲锥虫病 , 非洲人类锥虫病 , 利什曼病)
2. 细菌(布如里氏溃疡, 麻风, 沙眼,雅司病)
3. 寄生虫或蠕虫(猪囊虫病/绦虫病, 龙线虫病, 包虫病, 淋巴丝虫病, 蟠尾丝虫症, 血吸虫病)
4. 病毒(登革热,切昆贡亚热,狂犬病)。

## 经济效应
被忽视的热带病能從规模化、制药公司免费提供药物、药物的運輸方式和志愿者提供分發服務各方面下手來降低成本。由於低估了被忽视的热带病帶來的經濟損失，往往也低估了治療後所帶來的經濟益處和成本效益。採取行動應對被忽视热带病的投资回报，按病疫和地區不同，据估计大概在14–30%間。投入驅蟲的长期好处包括可以降低学校缺勤率至25%，提高成年人的工资收入至20%。
部分被忽视的热带病，如布如里氏潰瘍的治疗成本是最低收入人群家庭的平均年收入的两倍多，然而对于最高收入的人群，负担略小于年均收入。如此巨額的支出會导致延遲治疗和家庭破产, 就經濟負擔能力來看仍存有贫富差距。这些疾病加重政府的衛生支出，並由于病患率和寿命缩短損失勞動力。以肯尼亚為例，据估计驅蟲能夠提高成人的平均收入40%，其效益費用比為100。据估计，每一宗未治疗的沙眼病会导致相当于118美元的劳动力损失。每一起血吸虫病病例会导致每年損失45.4天的勞動力。大部分被忽视的热带病会造成发展中国家數百万美元的经济损失。大规模的提倡预防的活动按預測能夠提升农业产出和教育水平。

## 社会效应
一些被忽视热带病，例如麻风，会导致严重的畸形，因而带给患者明显的患病症状。淋巴丝虫病会导致严重的畸形，从而造成悔婚和无法工作。 在加纳和斯里兰卡的研究表明，对于淋巴丝虫患者的支持小组可以通过社会支持和提供关于如何应对他们的疾病的建议增加患者的自信，提高他们的生活质量，改善他们的人际关系。

## 常见NTD
1. 血吸虫病（Schistosomiasis）
一种由在水里生活的寄生虫感染而引起的疾病，常见于热带与亚热带国家；
2. 美洲锥虫病（Chagas disease）
恰加斯病也称南美锥虫病，是原生动物寄生虫克氏锥虫引起的一种可威胁生命的疾病。该病主要见于21个拉丁美洲国家的流行地区，多数通过接触锥蝽臭虫的粪便传播给人类；
3. 蛔虫病（Ascariasis）
蛔虫寄生于人体小肠所引起的常见寄生虫病。儿童感染率高。传染源为肠道蛔虫感染者及病人；
4. 十二指肠钩虫感染（Hookworm infection）
十二指肠钩虫成虫寄生在小肠上段，以口囊内的钩齿咬附肠粘膜，以血液、淋巴液，脱落上皮细胞为食，使患者长期慢性失血而导致贫血；
5. 沙眼（Trachoma）
沙眼是由沙眼衣原体引起的一种慢性传染性结膜角膜炎，因其在睑结膜表面形成粗糙不平的外观，形似沙粒，故名沙眼；
6. 登革热（Dengue fever）
由受染于四种登革热病毒中任何一种病毒的伊蚊叮咬所传播。该病发生在世界上的热带和亚热带地区。被具传染性的蚊虫叮咬之后3-14天出现症状。